# Dogmes de l'Església Catòlica
A l'Església Catòlica un dogma és una veritat absoluta, definitiva, immutable, infal·lible, irrevocable, inqüestionable i absolutament segura sobre la qual no pot haver-n'hi cap dubte. Un cop proclamat solemnement, cap dogma no pot ser derogat o negat, ni pel Papa ni per decisió conciliar. Per això els dogmes constitueixen la base inalterable de tota Doctrina Catòlica, i qualsevol catòlic està obligat a adherir, acceptar i creure els dogmes de manera irrevocable.
Els dogmes tenen aquestes característiques perquè els catòlics confien que un dogma és una veritat que està continguda, implícitament o explícita, la immutable Revelació Divina o que hi té una "connexió necessària". Perquè aquestes veritats esdevinguin dogmes, cal que siguin propostes per l'Església Catòlica directament a la seva fe i a la seva doctrina, a través d'una definició solemne i infal·lible pel Suprem Magisteri de l'Església (Papa o Concili ecumènic amb el Papa) i dels posteriors ensenyaments del Magisteri ordinari de l'Església. Perquè tal proclamació o aclariment solemne tingui lloc, calen dues condicions:
- El sentit ha d'estar suficientment expressat com una autèntica veritat revelada per Déu.
- La veritat o doctrina en causa ha de ser proposta i definida solemnement per l'Església essent una veritat revelada i una part integrant de la fe catòlica.

## El credo
Tots i cadascun dels articles del Credo dels Apòstols són articles de fe, i dogmes. El credo és:
| « | Crec en un únic Déu Pare totpoderós, creador del cel i de la terra, i en Jesucrist, únic Fill seu i Senyor nostre. Fou concebut per obra de l'Esperit Sant. Nasqué de Maria Verge. Patí sota el poder de Ponç Pilat. Fou crucificat, mort i sepultat. Davallà als inferns. Ressuscità al tercer dia d'entre els morts. Se'n pujà al cel, on seu a la dreta de Déu Pare totpoderós. Des d'allà ha de venir a judicar els vius i els morts. Crec en l'Esperit Sant, en la Santa Església Catòlica, en la comunió dels sants, en la remissió dels pecats, en la resurrecció de la carn i en la vida perdurable. Amén. | » |

## Llista dels dogmes de l'Església Catòlica
L'Església Catòlica proclama l'existència de 44 dogmes principals, que estan dividits en 8 categories diferents:
- Dogmes sobre Déu
- Dogmes sobre Jesucrist
- Dogmes sobre la creació del món
- Dogmes sobre l'ésser humà
- Dogmes marians
- Dogmes sobre el Papa i l'Església
- Dogmes sobre els sagraments
- Dogmes sobre les últimes coses

### Dogmes sobre Déu
1- L'Existència de Déu
"La idea de Déu no és innata en nosaltres, però tenim la capacitat per conèixer-lo amb facilitat, i en certa manera espontàniament mitjançat la Seva obra."
2- L'Existència de Déu com a Objecte de Fe
"L'existència de Déu no és només objecte de coneixement de raó natural, sinó que també és objecte de la fe sobrenatural."
3- La Unitat de Déu
"No existeix més que un únic Déu." (Bíblia|Joan|17:3)
4- Déu és Etern
"Déu no té principi ni final." (Bíblia|Salm|90:2)
5- Santíssima Trinitat
"En Déu hi ha tres persones: Déu Pare, Fill i Esperit Sant (Bíblia|1Joan|5:7,8) i cadascuna d'elles té l'essència divina que és numèricament la mateixa."

### Dogmes sobre Jesucrist
6- Jesucrist és Déu vertader (Bíblia|Joan|10:30) i fill de Déu per essència
"El dogma diu que Jesucrist té la infinita natura divina amb totes les seves infinites perfeccions, per haver estat engendrat eternament per Déu."
7- Jesús té dues natures que no es transformen ni es mesclen
"Crist és posseïdor d'una íntegra natura divina i d'una íntegra natura humana: la prova està en els miracles i en el patiment."
8- Cadascuna de les natures en Crist té la seva pròpia voluntat física i la seva pròpia operació física
"Hi ha també dues voluntats físiques i dues operacions físiques e manera indivisible, de manera indivisible, de manera inseparable i de manera no confusa."
9- Jesucrist, a més d'home, és el Fill natural de Déu.
"El Pare celestial quan arribà a la plenitud, envià als homes el seu Fill, Jesucrist."
10- Crist se sacrificà a la creu com a vertader i propi sacrifici
"Crist, per la seva natura humana, era alhora sacerdot i ofrena, però per la seva natura divina, juntament amb el Pare i l'Esperit Sant, era el que rebia el sacrifici."
11- Crist ens rescatà i reconcilià amb Déu mitjançant el sacrifici de la seva mort a la creu
"Jesucrist volgué oferir-se a si mateix a Déu Pare, com a sacrifici presentat sobre la creu en la seva mort, per aconseguir per a la humanitat el perdó etern."
12- Al tercer dia després de la seva mort, Crist ressuscità gloriós d'entre els morts
"al tercer dia, ressuscitat per la seva pròpia virtut, s'aixecà del sepulcre."
13- Crist se'n pujà en cos i ànima al cel i seu a la dreta de Déu Pare (Bíblia|Marc|16:19), (Bíblia|Lluc|24:50-51), (Bíblia|Fets|1:9-11) i (Bíblia|Efesis|4:7-13)
"ressuscità d'entre els morts i se'n pujà al cel en Cos i Ànima."

### Dogmes sobre la creació del món
14- Tot el que existeix fou creat per Déu a partir del no-res (Bíblia|Gènesi|1:12)
"La creació del món del no-res, no només és una veritat fonamental de la revelació cristiana, sinó també que alhora arriba a la raó amb només les seves forces naturals, basant-se en els arguments cosmològics i sobretot en l'argument de la contingència."
15- Caràcter temporal del món
"El món tingué principi en el temps."
16- Conservació del món
"Déu conserva en l'existència totes les coses creades."

### Dogmes sobre l'ésser humà
17- L'home està format per cos material i ànima espiritual
"L'home com a comú constituït de cos i ànima."
18- El pecat d'"Adam i Eva" s'estén a tots els seus descendents per generació, no per imitació
"Pecat, que és la mort de l'ànima, s'estén d'Adam a tots els seus descendents (Bíblia|Romans|5:12) per generació i no per imitació, i que és inherent a cada individu."
19- L'home caigut no pot redimir-se a si mateix
"Només un acte lliure per part de l'amor diví podria restaurar l'ordre sobrenatural, destruït pel pecat."

### Dogmes marians
20- La Immaculada Concepció de Maria.
"La Santíssima Mare de Déu, en el primer instant de la seva concepció, fou per singular gràcia i privilegi de Déu omnipotent en previsió dels mèrits de Crist Jesús, Salvador del gènere humà, preservada immune de tota taca de culpa original."
21- La Perpètua Virginitat de Maria
"La Santíssima Mare de Déu és verge abans, durant i després del part de Jesús, essent mantinguda així per Déu fins a la seva gloriosa Assumpció."
22- Maria, Mare de Déu
"Maria, com una verge perpètua, engendrà Crist segons la natura humana, més que d'ella neix, és a dir, el subjecte nascut no té una natura humana, però sí el suposat diví que la sustenta, ço és, el Verb. D'aquí que el Fill de Maria és pròpiament el Verb que subsisteix en la natura humana; llavors Maria és vertadera Mare de Déu, car el Verb és Déu. Crist: Déu Vertader i Home Vertader."
23- L'Assumpció de Maria
"La Mare de Déu fou pujada als cels immediatament després que hagué acabat la seva vida terrestre; el seu cos no patí cap corrupció com succeirà amb tots els homes que ressuscitaran fins al final dels temps, passant per la descomposició."